# 反事実的思考
反事実的思考（はんじじつてきしこう、英：Counterfactual_thinking）とは心理学における概念で、すでに起こった人生の出来事に対して実際に起こったこととは反対のことについて起こりうる出来事を考え出す人間の傾向に関するものである。
反事実とは、文字通り「事実に反すること」を意味する。この思考に中には物事が違う方向に進んだかもしれないと考えるときに起こる「もし...だったとしたら？」や「もし私が...さえしなければ」という考えから始まり、その場合に結果がどう変わるかについて考えることが含まれる。反事実的思考には今現在のことで、現実には起こりえないことも含まれる。それが過去に起こった出来事だけに依存しているためである。

## 概略
「反事実的」という用語は、Merriam-Webster Dictionary では、「事実に反する」と定義されている 。反事実的思考は、人が事実としての先行事象を変更し、その変更の結果を評価するときに生じる 。もし、ある出来事に至る先行要因が異なったものであったなら、ある結果がどのように違ったものになったかを想像することである。例えば、交通事故が起きたとき、「スピード違反さえしていなければ...」と、いくつかの要因が異なっていたらどうなっていたかを想像し振り返ることがある。「スピード違反さえしなければ、車は大破しなかっただろう」「シートベルトをしていなければ、死んでいただろう」というように、実際よりも要因が良い場合も悪い場合もあり、その結果についても、より良い結果の場合やより悲惨になる場合もありえる。
反事実的思考は否定的な感情を生み出すことが示されているが、機能的または有益な効果を生み出すこともある。反事実的思考には、下向きの反事実的思考と上向きの反事実的思考の2種類がある。下向きの反事実的思考は、状況がもっと悪くなっていたかもしれないと考えるもので、人々は実際の結果に対してより肯定的な見方をする傾向がある。上向きの反事実的思考は、状況がもっと良くなっていたかもしれない、という思考である。この種の思考は、人に不満や不幸を感じさせる傾向がある。しかし、上向きの反事実的思考は、人が将来どうすればより良くなるかを考えることができるというタイプの思考である。このような反事実的思考は、後悔や罪悪感、安堵感、満足感など、人の感情に影響を与えることがある。また、誰が非難や責任を負うべきかというような社会的状況の捉え方にも影響を与えることがある。

## 歴史
反事実的思考の起源は哲学的なもので、アリストテレスやプラトンのような初期の哲学者が仮定法および存在しないが実現可能な結果の認識論的な位置づけについて考えたことに遡ることができる 。17世紀には、ドイツの哲学者ライプニッツが、論理法則に反しない限り、別世界は無限に存在しうると主張した 。哲学者のニコラス・レッシャー（Nicholas Rescher）は、反事実的推論と様相論理の相互関係について書いている（他の人も同様）。このような様相論理に基づく反事実的推論との関係は、文学やヴィクトリア朝研究、絵画、詩などにも生かされていると思われる 。Ruth M.J. Byrneは、「The Rational Imagination: How People Create Alternatives to Reality (2005)では、現実への代替案を想像するための心的表現と認知過程が、反事実的条件による推論を含む合理的思考の基礎となるものと同様であることを提唱している。
最近では、心理学的な観点からも反事実的思考が注目されている。認知科学者は、反事実的思考の作成の基礎となる心的表象と認知過程を調査してきた 。ダニエル・カーネマンとエイモス・トヴェルスキー（1982）は、人々が通常の出来事よりも例外的な出来事について「もしも」を頻繁に考える傾向があることを示し、反事実的思考の研究の先駆者となった。その後、多くの関連する傾向、例えば、その出来事が行動か不作為か、制御可能か、出来事の時間的順序における位置、他の出来事との因果関係などが検討されてきた 。社会心理学者は、より大きな社会的文脈の中で認知機能と反事実的思考を研究してきた。
反事実的思考に関する初期の研究では、この種の思考は対処能力の低さ、心理的な誤りや偏りを示しており、一般に機能不全であるという見解が示されていた 。研究が発展するにつれ、1990年代から始まった新しい洞察の波は、機能的な観点を取り始め、反事実的思考は主に有益な行動調整因子として機能すると考えたのである。否定的な感情やバイアスは生じるものの、全体としては人間の行動にとってプラスに働くという。

## 活性化
反事実的思考には2つの部分がある。1つ目は活性化の部分である。活性化とは反事実的な思考を意識的な思考に入り込ませるかどうかである。2つ目は内容の部分である。この内容部分は、先行事象に続く結びのシナリオを作成する。
活性化の部分は、なぜ人は自分にとって有益または有害であったかもしれない他の選択肢を考えることを自分に許しているのかという謎につながる。ある出来事を引き起こすに至った例外的な状況があるとき、つまり、そもそも最初から避けることが可能だった場合に、人は反事実的思考をしやすくなると考えられている。また、ある状況に対して罪悪感を感じ、もっとコントロールすべきだったと思うときにも、反事実的思考を出しやすい傾向がある。例えば、Davisらの研究では、乳幼児の死を経験した親は、その出来事について罪悪感を感じていたり、死亡した状況が例外的なものであったりすると、15ヵ月後に反事実的思考をする傾向が強かったとされている。自然死の場合は、時間の経過とともに親の反事実的思考の度合いが低くなる傾向があった。
反事実思考がどの程度使われるかを決めるもう一つの要因は、反事実的思考による別の結果が実際の結果にどれだけ接近しているかである。これは、ネガティブな結果があったとき、それがポジティブな結果に近接している場合に特に当てはまりる。例えば、Meyers-LevyとMaheswaranの研究では、被験者が火災保険の更新を怠り、失効した3日後に家が火事になった場合と、失効から6ヶ月後に火事になった場合を比べると、前者のほうが代替的状況を反事実的に考える傾向が強かった。したがって、ある結果がもう少しで起こるところだったという考えは、その結果を強調する理由になる。

## 機能的基盤
反事実的思考は、結果に対して罪悪感や否定的な感情を抱かせる傾向があるのに、なぜ人は反事実的思考を続けるのかと疑問に思うかもしれない。この思考がもつ機能的理由の1つは、間違いを正し、将来再び同じことをしないようにすることである。もし人が別の道筋に基づいた別の結果を考えることができれば、将来その道を歩んで、望ましくない結果を避けることができるかもしれない。過去は変えられないのは当然だが、将来も同じような状況が起こる可能性があるため、反事実的思考を学習としてとらえるのである。例えば、面接でひどい目に遭った人が、「もっと自信を持って対応していれば、もっと成功したかもしれない」と思えば、次の面接ではもっと自信を持って対応できる可能性が高くなる。

### リスク回避
人が反事実的思考を続けるもう一つの理由は、自分にとって不愉快になるかもしれない状況を避けるためであり、これは接近・回避行動の一部である。多くの場合、人は自分が不快に感じるかもしれない状況を避けるために意識的に努力する。しかし、最善を尽くしても、結局はこうした不快な状況に陥ることがある。このような場合、人は反事実的思考を用いて、その出来事を回避する方法を考え、将来再びそのような状況を回避できるように学習する 。例えば、病院は嫌な場所だと思う人が、皿洗いの最中に指を切ってしまった場合、自分で傷の手当てをしたり、皿洗いを丁寧にすれば病院に行かなくて済んだかもしれないと考えることがあります。

### 行動意図
人は反事実的思考を使って、将来の行動をよりポジティブなものに変えること（行動意図）を続けている。これには、否定的な出来事が起こった直後に行動を変えることが含まれる。積極的に行動を変えることで、将来再び問題が起こることを完全に回避する。例えば、母の日のことを忘れていた場合、すぐに翌年のカレンダーにその日を書き込むことで、その問題を確実に回避することができる。

### 目標指向活動
行動意図と同じ意味で、人は目標指向的な活動において反事実的思考を用いる傾向がある。これまでの研究から、反事実的思考は個人レベルでも集団レベルでも準備的な機能を果たすことが分かっている。人は目標を達成できなかったとき、反事実的思考が活性化する（例：成績が期待外れと分かった後、もっと勉強するようになる；）。上向きの反事実的思考を行うと、人はより良い肯定的な結果をもたらす代替案を想像することができるようになる。ポジティブな代替案と比較すると、結果は悪く見える。この実感が、将来目標を達成するために積極的な行動を起こす動機となる。
MarkmanとGavanski, Sherman, McMullen (1993) は、どのような機能が使われるかを決定する重要な要因として、イベントの反復可能性を挙げている。繰り返し起こる出来事（例えば、スポーツの試合）には、将来のより良い結果に備えるために、代替的な先行要因を想像する動機づけが増加する。しかし、一回きりの出来事の場合は、将来のパフォーマンスを向上させる機会が存在しないため、どのようにすればもっと悪くなっていたかを想像して失望を和らげようとする傾向が強いと考えられる。反事実的思考の記述の方向も、どの機能が使われるかを示している。上向きの反事実的思考はより準備的な機能を持ち、将来の改善に焦点を当て、下向きの反事実的思考は感情的な機能で対処メカニズムとして使われる。さらに、加法的反事実的思考は、パフォーマンスを向上させるという行動意図を誘発する可能性が高いことが示されている 。したがって、反事実的思考は、（失敗した）目標を将来達成するために、目標志向的な行動をとるように個人を動機づける。

### 集団行動
一方、集団レベルでは、反事実的思考が集団行動を引き起こすことがある。MilesiとCatellani (2011)によれば、政治活動家は、集団としての敗北の後、集団的コミットメントを示して集団的行動に再関与する可能性がより高くなり、さらに反事実的思考を行っているときに表にでるようになる。個人レベルで関与する認知過程とは異なり、抽象的な反事実的思考は集団帰属意識の上昇をもたらし、集団行動意図と正の相関を持つ。集団帰属意識の高まりは、人々の感情に影響を与える。抽象的な反事実的思考はまた集団効力感の増加にもつながる。集団効力感の増大は、集団が状況における結果を変える能力を持っていると信じることにつながる。このことは、グループのメンバーが、将来、自分たちの目標を達成するためにグループに基づいた行動をする動機づけとなる。

### 利点と結果
下向きの反事実的思考、つまり状況がもっと悪くなったかもしれないと考えるとき、人は安堵感を覚える傾向がある。例えば、交通事故に遭い、車の一部が破損した後、「もし、私がスピードを出し過ぎていたら、私の車は全損していただろう」と考える人がいる。これによって、否定的なことよりも肯定的なことを考えることができる。上向きの反事実的思考の場合、人はその状況に対してより否定的な感情（例えば、後悔や失望）を感じる傾向がある。例えば、「もっと勉強していれば、テストに落ちなかったのに」というように、もっとポジティブな方向に結果を考えた場合である。

## 現在の研究
脳における認知過程の多くと同様に、現在および今後の研究は、人がどのように考えるかという機能と結果について、より深い洞察を得ることを目的としている。反事実的思考の研究は、様々な要因が反事実的思考をどのように変えたり、影響するかを調べるものである。RimとSummerville（2014）による研究では、事象の距離を時間軸で測り、この時間の長さが反事実的思考が起こりうるプロセスにどのような影響を与えるかを調べた。結果は「人は直近の未来の出来事と遠い過去の出来事の間についてより下向きの反事実的思考を生成し、一方で遠い未来の出来事と最近の過去の出来事の間についてより上向きの反事実的思考を生成する傾向がある」ことを示し、これは社会的距離についての再現実験でも一貫していた。また、社会的距離を操作することで、ネガティブな出来事に対して自己改善または自己強化のいずれかの動機で反応するようになるというメカニズムが考えられるので、その効果についても検証している。
SchollとSassenberg（2014）による最近の研究は、状況における力の自覚が、将来の方向性や見通しの理解に関する反事実的思考やプロセスにどのように影響するのかを調べた。この研究では、与えられた状況における被験者の力の自覚を操作することで、どのように異なる思考や内省につながるかを調べた。「無力であること（強力であることに対して）は、自覚された個人的コントロール力を低下させることによって自己中心的な反事実的思考を弱めることを実証」したとしている。これらの結果は、自己が出来事をどのように認識するかということと、将来の行動に対する最善の方針を決定するということの関係を示しているのかもしれない。

## 種類

### 上向きと下向き
上向きの反事実的思考は、状況がどのように良くなっていたかに焦点を当てる。人はもっと違うことができたはずだと考えることが多い。例えば、「昨日の夜ではなく、3日前に勉強を始めていれば、テストでもっといい結果を残せたかもしれない」などである。人は、もっと違うことができたのではないかと考えることが多く、上向きの反事実的思考をしている間に後悔することが珍しくない。
下向きの反事実的思考は、状況がどのように悪くなっていたかに焦点を当てる。このシナリオでは、状況が最悪のものではないことを認識するために結果に関する自己の感情を改善することができます。例えば、"赤点でなかったから良かった；もし、昨夜までに勉強を始めていなかったとしたらどうなっていたか。"とのようなものである。

### 加法/減法
反事実的記述は、もともと起こった出来事の行為または不作為を伴うことがある。加法的反実仮想は、本来起こらなかった出来事に関与する（例：薬を飲むべきだった）のに対し、減法的反事実は、起こった出来事を取り除く（例：酒を飲み始めなければよかった）ことに関与する。加法的反事実的思考の方が減法的より頻度が高い。
加法的・上向き反事実的思考は、「うまくやるために他に何をすればよかったか」に焦点を当てる。減法的・上向き反事実的思考は、「うまくやるために、何をやってはいけなかったか」に焦点を当てる。加法的・下向きシナリオは、「昨晩も飲みに行っていたら、もっと成績が悪かっただろう」、減法的・下向きシナリオとは、「2日前から勉強を始めなかったら、もっと成績が悪かっただろう」というものである。

### 自己対他者
この区別は反事実的思考が自己の行動（例：スピードを落とすべきだった）なのか、他者の行動（例：相手の運転手はスピードを落とすべきだった）なのか、である。自己の反事実的思考は、他者に焦点を当てた反事実的思考よりも多く見られる。
自己反事実的思考は、他者が関与する出来事よりも当該の出来事が心理的に近いためにより多く見られると解釈レベル理論（Construal Level Theory）では説明している。

## 理論

### 規範理論
KahnemanとMiller (1986) は、反事実的思考の成り立ちを説明する理論的根拠として、規範理論(norm theory)を提唱した。規範理論では、異なる結果を想像しやすいかどうかが反事実的思考の選択肢を生み出すかどうかを決定するとされている。規範は、認知的な基準と経験的な結果との一対一の比較に関与する。不一致は感情的な反応を引き起こし、それは違いの大きさと方向によって影響される。例えば、バーテンダーが標準的な夜よりも20ドル多く稼いだ場合、肯定的な感情が呼び起こされる。学生が通常より低い成績を取った場合、否定的な感情が呼び起こされる。一般に、上向きの反事実的思考は否定的な気分を起こしやすく、下向きの反事実的思考は肯定的な気分を誘発す
また、KahnemanとMiller (1986) は、与えられた結果を認知的に変更することの容易さや難しさを表すために、変更可能性という概念を導入した。不変の結果（重力など）は認知的に変更することが困難であり、一方、変更可能な結果（速度など）は認知的に変更することが容易である。ほとんどの事象は、この両極端の中間に位置する。結果の先行要因が変化しやすいものであればあるほど、反事実的思考の利用可能性は高くなる。
WellsとGavanski (1989) は、反事実的思考を変異可能性と因果関係の観点から研究した。事象や先行事象は、その事象を変異させることで結果を元に戻すことができる場合、因果関係があるとみなされる。ある事象は他の事象よりも変異しやすい。例外的な出来事（例えば、いつもと違う道を歩いて事故に遭う）は、通常の出来事（例えば、いつもの道を歩いて事故に遭う）よりも変異しやすい 。ただし、この変異性は例外的なケース（交通事故など）に限られるかもしれない 。制御可能な事象（＝意図的な意思決定）は、制御不能な事象（＝自然災害）よりも一般的に変異しやすい 。つまり、構成される代替結果の数が多ければ多いほど、その出来事は予期せぬものであり、より強い情動反応が引き出されるのである。

### 合理的想像理論(Rational imagination theory)
Byrne (2005) は、人が現実に代わるものを想像するときに考える可能性を導く一連の認知原理をまとめた 。実験によれば、人は非現実的な可能性よりも現実的な可能性について考える傾向があり、多くの可能性よりも少数の可能性について考える傾向がある 。反事実的思考は、少なくとも2つの可能性（現実と現実の代替案）について考える必要があり、とりあえず真と仮定された偽の可能性について考える必要があるため、特別なものである 。実験により、人が最も容易に考える可能性を導く原理が、例えば、通常の出来事よりも例外的な出来事 、不作為よりも作為 、一連の出来事の中では、以前の出来事よりも最近の出来事に焦点を当てる傾向があることが示された。

### 機能的理論
機能的理論では反事実的思考とその認知過程が人に対してどのような効用をもたらすかを考える。反事実的思考には準備的な機能があり、人が過去の失態を繰り返すのを避けるのを助ける 。また、反事実的思考は人がより気分よく過ごせるようにする感情的機能も果たしている。自分の現在の結果をより望ましくない結果と比較することで、人は現在の状況についてより良い気分でいることができる（1995）。例えば、レースで優勝できず落胆しているランナーは、「少なくともビリにはならなかった 」と言って気分を良くすることができる。
反事実的思考は、その機能上、概ね適応的であるが、例外もある。重度の抑うつ症状を経験した人は、否定的な自己認識と低い自己効力感によって、コントロールの認識が低下している。その結果、自己改善への動機づけが弱くなる。うつ病の患者は、コントロール可能な出来事に関心を向けたとしても、そこで生じる反事実的思考はより非合理的で実現不可能なものになってしまう 。EpstudeとRoese（2008）は、過度の反事実的思考によって、人が自分の問題についてより心配するようになり、苦痛が増大する可能性があるとしている。個人が結果を改善することに大きな関心を寄せている場合、不適応な反事実的思考を行う可能性が高くなる。先延ばしなどの他の行動は、効果的でない反事実的思考につながる可能性がある。先延ばしする人は、上向きの反事実的思考よりも下向きの反事実的思考を多く作り出す傾向が見られる。その結果、彼らは自己満足に陥り、変化に対する動機づけを欠く傾向がある 。完璧主義者もまた、反事実的思考が機能しない可能性のあるグループである。

### 合理的な反事実
Tshilidzi Marwala は合理的反事実的思考（rational counterfactual）を提案した。これは、事実が与えられたとき、望ましい結果の達成を最大化する反事実的思考である。例えば、次のような事実があるとする。ある女性が目覚ましをかけ忘れ、その結果遅刻した。その反事実的思考は、「もし彼女が目覚ましをセットしていたら、時間に間に合っただろう」というものであろう。合理的反事実的思考の理論では、合理的意思決定に必要な望ましい結果を与える先行要因を特定する。例えば、ある化学工場で爆発があったとする。合理的反事実的思考は、爆発の可能性を最小化するために、どのような状況であるべきか、というものであろう。

## 例
オリンピックのメダリストの場合、銅メダリストの方が銀メダリストよりも結果に満足することが多いのは、反事実的思考で説明できる。銀メダリストの反事実的思考は、金メダルにあと一歩だったことに焦点を当てる傾向があり、上向きの反事実的思考(もし、こうだったら金メダルが取れたはず)であるのに対し、銅メダリストは、メダルを取れなかったかもしれないと反事実的思考をする傾向がある。この場合は下向きの反事実的思考を示している。
もう一つの例は、大学生の成績に対する満足度である。MedvecとSavitskyは、成績が評価が分かれる境界線をわずかに下回った場合と、大きく下回った場合とで、大学生の満足度を調査した。大きく下回った学生は、反事実的思考をする傾向があり、もっと悪かった可能性もあると考えて、満足度がより高かった。このような学生は、「最低、これだけはできた」という観点で考える傾向があった。しかし、ごくわずかな点数差で上位の評価が与えられなかった学生は、より高い不満を示し、上向き反事実的思考、つまり、どうすればもっと良くなったかに考えの焦点を当てる傾向があった。これらの学生は、「自分はもっとできたはずだった」と考える傾向があった。

## 参考書籍
- Moffit, Michael L. and Robert C. Bordone (2005). The Handbook of Dispute Resolution. San Francisco: Jossey-Bass. ISBN 978-0-7879-7538-8ISBN 　978-0-7879-7538-8